# Magnus Chase – Der Hammer des Thor
Magnus Chase – Der Hammer des Thor ist ein Fantasyroman für Jugendliche aus der Trilogie Magnus Chase des US-amerikanischen Autors Rick Riordan, der auf Motiven aus der nordischen Mythologie basiert. Es wurde am 4. Oktober 2016 als Buch, Hörbuch und E-Book veröffentlicht und ist das zweite Buch in der Magnus-Chase-Serie. Auf Deutsch erschien der Roman in der Übersetzung durch Gabriele Haefs 2017 im Carlsen Verlag.

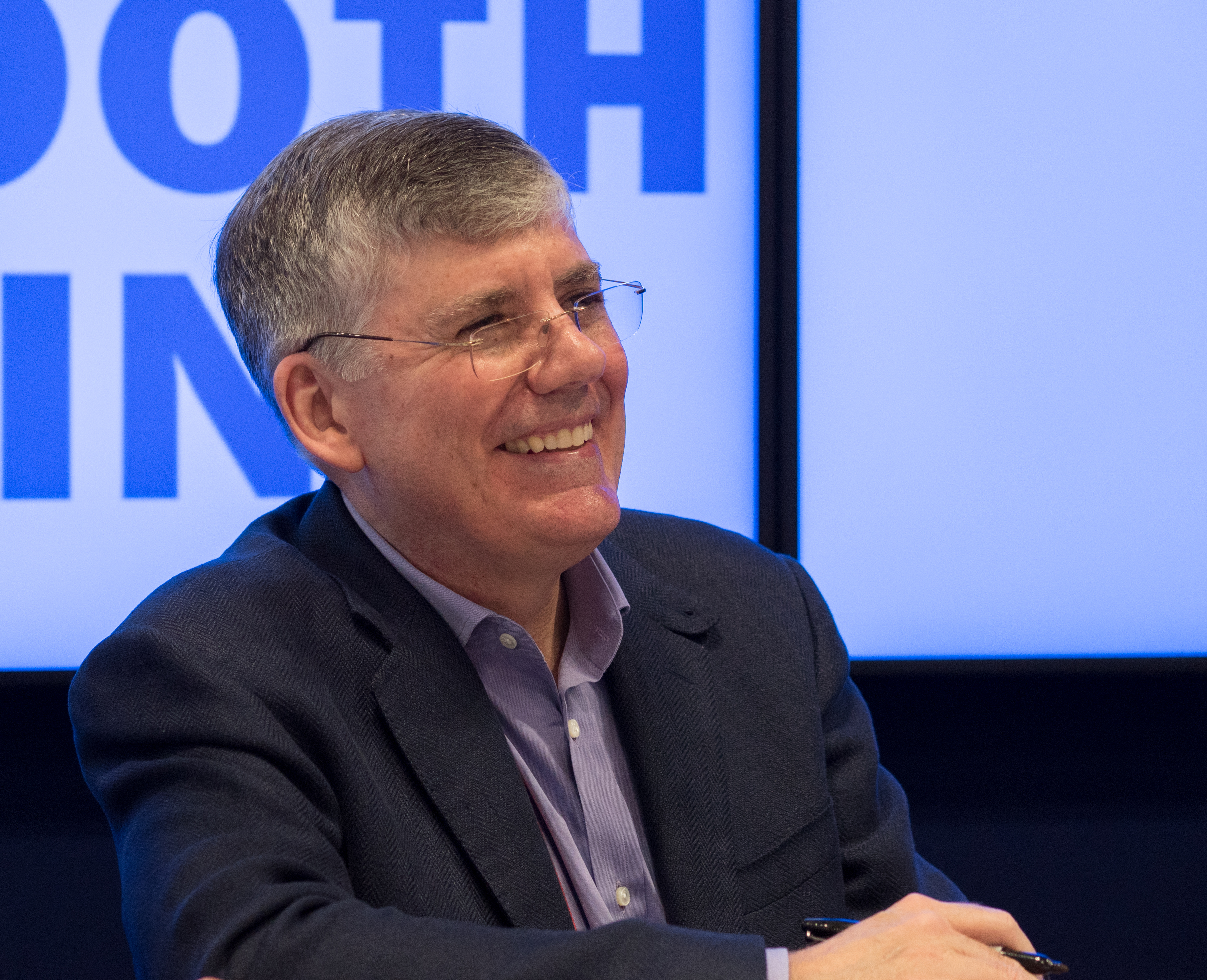
Rick Riordan, Autor der Buchserie

Der Roman spielt sechs Wochen nach den Ereignissen der vorherigen Geschichte, Das Schwert des Sommers, und erzählt von Magnus Chases Suche, den fehlenden Hammer von Thor zurückzuholen und Lokis Aufstieg an die Macht zu verhindern. Seit seiner Veröffentlichung wurde der Roman in 15 Sprachen übersetzt und in einem Boxset und als Taschenbuch wiederveröffentlicht.

## Handlung
Das Buch beginnt sechs Wochen nach Abschluss des vorherigen Romans, Das Schwert des Sommers. Magnus Chase trifft sich mit Samirah „Sam“ al-Abbas und Otis, einer der beiden Ziegen des Gottes Thor, die den Helden mitteilen, dass Thors Hammer immer noch fehlt. Die Riesen beginnen zu vermuten, dass Thor seine Waffe nicht hat, um Midgard zu verteidigen und planen, einzumarschieren. Magnus kehrt ins Hotel Walhalla zurück, um sich auszuruhen und vorzubereiten, wo er Alex Fierro trifft, Sams neuesten Einherji-Rekruten und ein Transgender-/Geschlechtsfluid-Kind von Loki. Während er in Walhalla ist, hat Magnus traumhafte Visionen von Loki, der seinen Onkel Randolph manipuliert. Loki erzählt Magnus auch von einer Hochzeit zwischen Samirah und dem Riesen Thrym in fünf Tagen und dass Magnus den Brautpreis mitbringen muss. Magnus, Sam und ihre Freunde Blitzen und Hearthstone reisen in den Schubkarren der Provinzstadt, entdecken aber das Skofnung-Schwert anstelle von Thors Hammer. Loki erscheint und sagt dem Quartett, dass das Schwert und der passende Schleifstein Sams Brautpreis sein werden. Sie zögern, Loki zu helfen, der Randolph Chase dazu bringt, Blitzen mit dem Schwert zu verwunden.
Da Wunden, die durch das Schwert verursacht werden, nur durch seinen Schleifstein geheilt werden können, sind die vier gezwungen, nach diesem Stein zu jagen. Hearth, Magnus und ein Blitz in Stein reisen nach Albenheim. Dort erfährt Magnus, dass sich der Stein im Besitz von Hearths Vater Alderman befindet. Alderman besteht darauf, dass Hearth einen Wergild zurückzahlt, den er schuldet, weil er (nach Ansicht von Alderman) seinen jüngeren Bruder Andiron eines Brunnmigi, der den kleinen Jungen getötet hat, nicht verteidigt hat, bevor er den Stein nehmen kann. Magnus und Hearthstone finden einen Zwerg namens Andvari und zwingen ihn, ihnen seinen Schatz zu geben, mit dem sie Hearths Schulden zurückzahlen. Mit dem Stein heilen sie Blitzen. Nach der Flucht vor Alderman, der von Andvaris verfluchtem Ring verrückt geworden ist, kehrt das Trio nach Midgard zurück. Mit Alex und Sam besucht Magnus den Gott Heimdall, um Utgard-Loki zu finden. Magnus’ Gruppe schließen auch sich Blitz und Hearth wieder an und reist dann zu Utgard-Loki. Nachdem er einige Aufgaben erledigt hat, um ihren Wert zu beweisen, sagt der riesige König ihnen, dass Thrym Thors Hammer hat, der der Braut im Rahmen des traditionellen nordischen Hochzeitsrituals gegeben werden soll, und hilft ihnen, Thrym zu verfolgen. Utgard-Loki enthüllt auch, dass Loki nach nordischen Ritualen, dem Vater der Braut, das Skofnung-Schwert erhalten wird, das Loki aus seiner Höhle befreien kann. Um den Hammer zurückzuholen und die Invasion der Riesen in Midgard zu stoppen, muss die Gruppe um Magnus die Hochzeit durchlaufen und das Skofnung-Schwert zu Loki liefern.
Die Göttin Sif kommt an und transportiert die Sterblichen nach Asgard. Sie erklären Thor die Situation, der sich bereit erklärt, ihnen zu helfen, Thrym auszutricksen und den Hammer zurückzuholen. Da Samirah bereits verlobt ist, meldet sich Alex freiwillig, um als Braut zu fungieren, weil sie/er eine Tochter/Sohn von Loki ist. Die Gruppe reist in die Höhle, in die Loki gebunden ist. Obwohl sie den Hammer finden, zwingt Loki Randolph, das Skofnung-Schwert zu verwenden, um seine Bindungen zu schneiden. Magnus’ Mitbewohner und eine Gruppe von Göttern kommen an und besiegen die Riesen, aber Loki entkommt und Randolph wird von den Geistern des Schwertes getötet. Die Sterblichen und Einherjar kehren zum Hotel Walhalla zurück und wo Helgi der Hotelpage ihnen erzählt, dass ihre nächste Mission darin bestehen wird, Loki zu finden und wieder gefangen zunehmen, der gegangen ist, um das Boot Naglfar zu finden. Magnus kontaktiert seine Cousine Annabeth, die ihm die Hilfe von ihrem Freund Percy Jackson, dem Sohn von Poseidon(Protagonist der Buchserien Percy Jackson und Helden des Olymps), zu bitten.

## Charaktere
Magnus Chase: Einherje – Sohn des nordischen Gottes Frey und des Menschen Natalie Chase. Er besitzt heilende Kräfte und ist nahe zu unempfindlich gegenüber Feuer, extreme Temperaturen und Umweltbedingungen. Er besitzt seit dem ersten Band der Reihe das Schwert Sumarbrander (Jack).
Samirah „Sam“ al-Abbas: Walkürische Tochter von Loki und menschliche Ärztin. Sam ist Muslim und hofft, Flugzeugpilotin zu werden. Sie führt auch spezielle Nebenmissionen für den Gott Odin durch. Sie ist verlobt.
Alex Fierro: Ein Genderfluid Einherji, dessen Mutter Loki war. Im gesamten Roman wird der Charakter je nach seinem aktuellen Geschlecht entweder als „er“ oder „sie“ bezeichnet, anstatt mit einer Mischung aus Pronomen oder dem Singular, den sie haben. Alex genießt Keramik und verwendet eine mit Draht gedrehte Keramikgarotte als Waffe und auch Formverschiebungen, wie seine/ihre Mutter.
Blitzen „Blitz“: Ein Zwerg und der Sohn des Zwerges Bilì und der Göttin Freya, der ihn zu Magnus’ Cousin macht. Blitz besitzt und betreibt ein Modegeschäft namens „Blitzen's Best“ in Boston. Er ist sehr modebewusst. Er wird von Randolph mit dem Skofnung-Schwert verletzt, weshalb Magnus in vorübergehend versteinert, weil er sonst sterben würde, da sie den Schleifstein vom Skofnung-Schwert nicht haben um ihn direkt zu heilen, was dann in Albenheim geschieht.
Hearthstone „Hearth“: ein Elf, Sohn des einflussreichen Elfen Alderman. Er ist taub stumm - was seine Eltern immer verärgerten, besonders nach dem Tod ihres jüngeren Sohnes Andiron. Er spricht Alf Gebärdensprache und nutzt Magie, indem er Runensteine wirft.
Jack (Sumarbranda): Jack war früher das Schwert von Frey und jetzt im Besitz seines Sohnes Magnus. Sumarbrander wählte den Namen „Jack“, als Magnus ihn in Besitz nahm. Das Schwert ist in der Lage, alleine zu kämpfen, zu sprechen und herumzufliegen, aber die nächste Person(zur Zeit Magnus), die es hält, erfährt Müdigkeit infolge von Jacks Handlungen und kann auch daran sterben. Er verliebt sich in das Skofnung-Schwert. Jack singt leidenschaftlich gern, was aber die anderen meist nervt. Magnus ist in der Lage, ihn in einen Runenstein zu verwandeln und ihn wie einen Anhänger an einer Kette um den Hals zu tragen.
Randolph Chase (Magnus’ Onkel): Loki erpresst Randolph, ihm zu helfen, indem er verspricht, seine Frau und seine Töchter, die bei einem Schiffsunglück gestorben sind als er auf der Suche nachdem Schwert des Sommers(Jack) was, zurückzubringen. Er stirbt am Ende des Buches, kurz nachdem er Loki mit dem Skufung-Schwert befreit hat.

## Zusammensetzung und Marketing
Vor der Veröffentlichung von „Magnus Chase: Das Schwert des Sommers“, dem ersten Buch seiner Serie „Magnus Chase“, hatte der Autor Rick Riordan geplant, eine Trilogie zu veröffentlichen, während er anerkannte, dass Percy Jackson als Trilogie geplant war. Die Fortsetzung wurde auf den Rückseiten von „The Sword of Summer“, dem ersten Roman der Serie, gehänselt.
Entertainment Weekly veröffentlichte am 28. April 2016 einen Auszug aus dem ersten Kapitel und dem Cover von Der Hammer des Tors sowie ein Interview mit Riordan. Penguin Books Australia veröffentlichte am 25. September 2016 auch einen Buchtrailer für Der Hammer des Thors auf YouTube. Der Trailer ist ein animierter Kurzfilm mit einer Erzählung, die das Konzept von Yggdrasil erklärt. Um für Der Hammer des Thors zu werben, ging Riordan ab dem 4. Oktober 2016 auf eine neuntägige Tournee in den Vereinigten Staaten. Die Tour förderte sowohl den neuen Roman als auch Riordans neues Impressum, das Rick Riordan präsentiert.
Riordan nahm am 7. Oktober auch am Iowa Book Festival teil, wo er den Titel des dritten Buches in der Magnus Chase Serie, das Schiff der Toten, bekannt gab. In einem Radiointerview, das in Iowa City geführt wurde, diskutierte Riordan seine Charakterauswahl und die Art von Themen, die er in der Serie präsentieren wollte, einschließlich eines erhöhten Bewusstseins für muslimisch-amerikanische Themen sowie seine Inspirations- und Schreibmethode. Er hob auch die Unterschiede zwischen seiner Herangehensweise an die nordische Mythologie und der anderer beliebter Medienserien wie des Marvel Cinematic Universe hervor, die er als „schnell und locker“ bezeichnete.

## Veröffentlichung
The Hammer of Thor wurde erstmals am 4. Oktober 2016 als Hardcover in den Vereinigten Staaten veröffentlicht, mit Cover-Illustration von John Rocco und Innenrunenillustrationen von Michelle Gengaro-Kokmen. E-Books- und Hörbuchausgaben wurden noch am selben Tag veröffentlicht. Das Hörbuch wird vom Schauspieler Kieran Culkin gelesen und von Listening Library veröffentlicht.
Der Hammer von Thor verkaufte sich in der ersten Woche mehr als 58.000 Exemplare. Nach der Veröffentlichung belegte das Buch Platz 1 der Bestsellerliste der New York Times, Platz 2 der Bestsellerliste Publishers Weekly und Platz 3 der Bestsellerliste USA Today und blieb 17 Wochen lang auf ersterem (davon drei Wochen unmittelbar nach seiner Veröffentlichung drei Wochen auf dem ersten Platz). Es erreichte in der Woche seiner Veröffentlichung Platz 6 der Amazon’s Children’s Bestseller-Liste im Vereinigten Königreich. Es erreichte seinen Höhepunkt auf Platz 5 der Liste der Los Angeles Times und blieb acht Wochen darin. Bis Ende 2016 verkaufte sich das Buch mehr als 298.000 Exemplare.
Im Vereinigten Königreich und in Australien wurden am 4. Oktober auch englischsprachige Ausgaben in Hardcover von Puffin Books veröffentlicht. Eine Taschenbuchausgabe wurde am 5. Oktober 2017 von Puffin veröffentlicht. Bis heute wurden die Ausgaben auch in Spanisch, Französisch, Chinesisch, Deutsch, Italienisch, Polnisch, Portugiesisch, Niederländisch, Schwedisch, Finnisch, Tschechisch, Dänisch, Bulgarisch, Türkisch und Hebräisch veröffentlicht. Obwohl viele nicht-englische Ausgaben John Roccos Coverkunst verwendeten, haben einige – und die Papageientaucherausgaben – einzigartige Cover anderer Illustratoren.
Das Buch wurde von der Los Angeles Times als Weihnachtsgeschenk empfohlen. Am 1. Januar 2017 kehrte The Hammer of Thor auf Platz 19 der Zeitungs-Bestsellerliste und im März 2017 auf Platz 7 der Bestsellerliste Publishers Weekly zurück. Das Buch erhielt eine Lexile-Punktzahl von 690L, was es alters- und schwierigkeitsgerecht für den durchschnittlichen 8-13-Jährigen macht.

## Rezeption
Der Roman erhielt positive Kritiken, von denen viele Riordans neue vielfältige Charaktere lobten:
Maggie Reagan von Booklist schrieb: „Riordan kombiniert nordische Mythologie mit einer Reihe von sozialen Fragen: [Geschlechtsfluidität, Behinderung sowie Rasse und Religion]“ und nannte das Buch „einen sicheren Hit“.
Kirkus Reviews gab The Hammer of Thor eine Sternebewertung und lobte die zwischengeschaltete religiöse und sexuelle Komplexität in der nordischen mythologischen Welt, die mit Charakteren wie Alex und Samirah eingeführt wurde, während er auch schrieb, dass Magnus im Vergleich zu Riordans anderen Protagonisten eine eigenständige Figur ist.
Hypable lobte die Tiefe der Handlung, die Vielfalt der Charaktere – insbesondere Alex Fierro – und die familiäre Liebe zwischen den Charakteren.
Todd Kleiboer von The East Texan, der Studentenzeitung der Texas A&M University–Commerce, behauptete, dass Riordan zwar gut daran halte, so unterschiedliche Charaktere wie den muslimischen Samirah und den genderfluid Alex einzubeziehen, der Autor jedoch Gefahr läuft, seine Leser glauben zu machen, dass solche Charaktere repräsentativ für ihre „Gruppe“ sind, indem er nur ein Beispiel für jeden „Typ“ von Person darstellt. Er fährt fort: „Jugendliche Leser haben möglicherweise keinen Kontakt zur muslimischen oder Transgender-Bevölkerung außerhalb der Literatur, und die meisten werden Samirah oder Alex als Vertreter nehmen. Riordan begegnet dem jedoch, indem er Charaktere porträtiert, die nicht in Stereotypen fallen und vielleicht die Vielfalt der Menschen auf Midgard-oder der Erde beleuchten.“
Trotz des Lobes für Riordans neue Vielfalt kritisierten die Kritiker andere Aspekte des Romans. Claire Yu von der Central Times sagte in ihrer Rezension: „Ich möchte Rick Riordan dafür danken, dass er uns eine so vielfältige Reihe von Charakteren gegeben hat und wie er die Bedeutung anderer Kulturen betont“, sagte aber auch, dass sie das „besondere Etwas“ von Riordans typischem Humorschreiben im Buch fehlt. Sie nennt die Handlung „wiederholend“ und „nicht … mit der gleichen Energie und Kraft gefüllt wie ihre Vorgänger“.
Fantasy Literature lobte in ähnlicher Weise die sensible Herangehensweise des Buches an heikle Themen und seine Fortsetzung von Riordans humorvollem Stil, kritisierte das Buch aber für seinen kleinen Beitrag zur Erweiterung der überreichenden Handlung der Serie. Common Sense Media, das dem Buch vier von fünf Sternen gab, lobte die fortgesetzte Einbeziehung verschiedener Charaktere und Handlungsstränge, kritisierte aber den Mangel an Charakterentwicklung für Magnus.
The Hammer of Thor gewann den Stonewall Book Award for Children’s Literature, der für verdienstwürdige Werke für Kinder oder Jugendliche im Zusammenhang mit LGBTQ-Erfahrungen verliehen wird. Der Preis wurde für die Darstellung der genderfluid-Teenagerfigur Alex Fierro verliehen. Auf die Frage nach seiner Entscheidung, Alex einzubeziehen, sagte Riordan: „Es gibt viele Arten von Kindern da draußen, und ich habe das Gefühl, dass sie alle es verdienen, sich in Geschichten sehen zu können“. In einer offiziellen Ankündigung der American Library Association hieß es: „Alex ist ein Held und repräsentiert die weitläufigen Möglichkeiten des Geschlechts für zukünftige Generationen“. Der Roman wurde auch bei den Goodreads Choice Awards für das beste Mittel- und Kinderbuch 2016 nominiert und endete auf dem dritten Platz hinter The Hidden Oracle (einem anderen Buch von Riordan) und Pax.

## Magnus Chase: Das Schiff der Toten
Die Fortsetzung, Das Schiff der Toten, wurde am 3. Oktober 2017 in den USA und in Deutschland am 31. Mai 2018 veröffentlicht. Das Buch belegte nach seiner Veröffentlichung in den USA Platz 2 der Bestsellerliste von USA Today und wurde von Barnes & Noble als eines der besten Bücher des Jahres angesehen. Es gewann auch den Goodreads Choice Award 2017 für die Mittelstufe und Kinder. Am 17. Oktober 2017 wurden die drei Bücher der Serie als Boxset veröffentlicht.